# Onthophagus negus
Onthophagus negus là một loài bọ cánh cứng trong họ Bọ hung (Scarabaeidae).